# Gratianopolis
Gratianopolis (łac. Diocesis Gratianopolitanus) – stolica historycznej diecezji we Cesarstwie rzymskim w prowincji Mauretania Cezarensis, zlikwidowana w VII w. podczas ekspansji islamskiej, współcześnie w północnej Algierii. Obecnie katolickie biskupstwo tytularne.

## Biskupi tytularni
| Lp. | Biskup                                | Funkcja                                                 | Od                   | Do                   |
| --- | ------------------------------------- | ------------------------------------------------------- | -------------------- | -------------------- |
| 1   | Teodor Skuminowicz                    | biskup pomocniczy wileński                              | 12 sierpnia 1652     | 24 września 1668     |
| 2   | Mikołaj Słupski                       | biskup pomocniczy wileński                              | 3 czerwca 1669       | 1661                 |
| 3   | Jan Dłużewski                         | biskup pomocniczy chełmski                              | 18 czerwca 1696      | 13 kwietnia 1720     |
| 4   | Michał Stanisław Piechowski           | biskup pomocniczy przemyski                             | 12 lutego 1721       | 10 lutego 1724       |
| 5   | Domenico Invitti                      | –                                                       | 29 listopada 1724    | 5 września 1725      |
| 6   | Franc Jožef Mikolič                   | biskup pomocniczy Lublany                               | 14 grudnia 1789      | 4 grudnia 1793       |
| 7   | Tomasz Chmielewski                    | biskup pomocniczy warszawski                            | 2 października 1837  | 30 lipca 1844        |
| 8   | Ignazio Persico                       | wikariusz apostolski Lhasy                              | 8 marca 1854         | 11 marca 1870        |
| 9   | Édouard-Charles Fabre                 | biskup pomocniczy Montrealu (Kanada)                    | 1 kwietnia 1873      | 11 maja 1876         |
| 10  | Pascal Bili                           | wikariusz apostolski północno-zachodniego Hubei (Chiny) | 19 grudnia 1876      | 12 maja 1878         |
| 11  | Ottaviano Rosario Sabetti             | biskup pomocniczy Calvi i Teano (Włochy)                | 22 października 1880 | 28 marca 1881        |
| 12  | Ferenc Lönhart                        | biskup pomocniczy Transylwanii                          | 5 kwietnia 1881      | 3 lipca 1882         |
| 13  | Marie-Laurent-François-Xavier Cordier | wikariusz apostolski Phnom Penh                         | 18 lipca 1882        | 14 sierpnia 1895     |
| 14  | Ferdinand Jan Nepomucký Kalous        | biskup pomocniczy praski                                | 1 października 1891  | 19 września 1907     |
| 15  | Isaias Papadopoulos                   | egzarcha apostolski Istambułu                           | 28 czerwca 1911      | 19 stycznia 1932     |
| 16  | Denis Leonid Varouhas                 | egzarcha apostolski Istambułu                           | 11 czerwca 1932      | 28 stycznia 1957     |
| 17  | Hyakinthos Gad                        | egzarcha apostolski Grecji                              | 17 lutego 1958       | 30 stycznia 1975     |
| 18  | Anárghyros Printesis                  | egzarcha apostolski Grecji                              | 28 czerwca 1975      | 18 marca 2012        |
| 19  | Dimitrios Salachas                    | egzarcha apostolski Grecji                              | 14 maja 2012         | 16 października 2023 |
| 20  | John Siemianowski                     | biskup pomocniczy Chicago (USA)                         | 20 grudnia 2024      |                      |